# Dorrance (Kansas)
Dorrance è un comune degli Stati Uniti d'America, situato nello Stato del Kansas, nella contea di Russell.